# Behorot (Talmud)
El tratado talmúdico de Bejorot (en hebreo: בכורות) se refiere al primogénito humano, o animal según la Biblia hebrea, en la cual el Dios Elohim ordenó a Moisés en el libro del Éxodo; consagrarle todo primogénito, ser humano o bestia, y consagrarle la primera criatura de cada vientre de entre las mujeres israelitas. Es a partir de este mandamiento, que el judaísmo forma la base de sus muchas tradiciones y rituales relacionados con la redención del primogénito humano y con el sacrificio ritual de los animales.
Además de las varias referencias encontradas en la Biblia hebrea, el tratado de Bejorot es considerado una parte de la orden de Kodashim. El enfoque principal del tratado se relaciona con el sacrificio ritual, o matanza, del primogénito de los animales. Se hace una excepción para el primogénito humano a través del rescate del recién nacido, también llamado Pidión Haben, en este ritual de redención, el hijo primogénito es redimido del sacerdocio por la tradicional suma de 5 siclos de plata.
Los asnos primogénitos también deben ser redimidos del sacrificio, o de lo contrario deben ser sacrificados. Sin embargo, según el orden de Kodashim, todos los otros animales primogénitos (el ternero, el cordero o la cabra), en espera de la inspección sacerdotal de pureza, deben ser sacrificados a Dios, o bien presentados como un regalo al sacerdote cohen. En la era del Templo de Jerusalén, los sacerdotes cohanim tenían que inspeccionar a los primogénitos y buscar imperfecciones antes de la consagración. Estas imperfecciones se enumeran tanto en la Mishná como en la Tosefta. 
La Tosefta, es muy similar en la colocación de sus capítulos respecto a la Mishná, esta difiere en su enumeración de las imperfecciones y sus nombres. Además de los nombres de estas imperfecciones, la Tosefta explica los diferentes escenarios que puede encontrar un sacerdote cohen al determinar el estado de un primogénito, por ejemplo cuando una criatura da a luz a un animal que se parece a otra especie.
La exégesis bíblica relacionada con el tratado de Bejorot, no se encuentra en el Talmud de Jerusalén, sin embargo se encuentra en el Talmud de Babilonia, un conjunto de libros que ocupan un lugar importante y central entre las escrituras judías. 
El Talmud babilónico incluye más comentarios sobre la pureza del primogénito. Además del tema común de la pureza ritual, el Talmud de Babilonia habla sobre los primogénitos de la Tribu de Leví y sobre los sacerdotes cohanim. 
El hijo de una madre levita, o el hijo de una madre cohanim, queda automáticamente exento de pagar el rescate. Esta exención se debe a que los primogénitos están destinados a servir al Dios Elohim desde que nacen, y por tanto no se requiere su rescate.